# Zweeds Lijfland
Lijfland (Zweeds: Svenska Livland) was een bezitting van Zweden van 1629 tot 1721.
In 1629 werd het hertogdom Lijfland opgesplitst tussen Zweden en het Pools-Litouwse Gemenebest. Het zuidelijke deel van huidig Estland en het noordelijke deel van huidig Letland vormden zo Zweeds Lijfland en het oostelijke deel van Lijfland werd het Poolse woiwodschap Lijfland. Officieel kwam het gebied pas in 1660 volledig onder Zweeds gezag na het Verdrag van Oliva. Tijdens deze periode was Riga de grootste stad van Zweden.
Tijdens het Zweedse bestuur werden in elke Lijflandse parochie scholen opgericht, de Zweedse rechtspraak werd ingevoerd, marteling werd afgeschaft, de Bijbel werd vertaald in het Lets en in de kroondomeinen werd de lijfeigenschap afgeschaft (er was echter geen sprake van een algeheel verbod). Er werd een universiteit gesticht in Dorpat (tegenwoordig Tartu in Estland), scholen werden opgericht en handel, landbouw en rechtspraak werden hervormd. De Letse Bijbelvertaling had tot gevolg dat het Oost-Baltische dialect van Zuid-Lijfland, waar deze op gebaseerd was, uiteindelijk dominant werd in het gehele huidige Letland, met name ten koste van het West-Baltische Koers.
Tijdens de regering van Karel XII werd Zweden tegelijkertijd door Rusland en Polen aangevallen (Grote Noordse Oorlog, (1700-1721)). Peter de Grote werd in Estland verslagen. Karel XII trok de Westelijke Dvina over en bezette Koerland. Maar terwijl Karel XII met Polen slag leverde stampte Peter de Grote een nieuw leger uit de grond en begon aan de verovering van de Baltische landen. Na de rampzalige Slag bij Poltava in 1709 verloor Zweden voorgoed de heerschappij over de Baltische gebieden aan Rusland.
De Vrede van Nystad maakte deze overgang formeel. Het gebied werd zo het gouvernement Riga. 